# عملية القسامي علاء أبو دهيم
عملية علاء أبو دهيم؛ عملية مدرسة ”هراف“ التلمودية هي عملية فدائية أقدم عليها الشهيد علاء أبو دهيم في مدرسة ”هراف“ الدينية، حيث قام بهجومًا بالرصاص كان في 6 مارس 2008، حيث أطلق النار على عدة طلاب في مدرسة مركاز هراف الدينية في القدس بإسرائيل، قتل ثمانية طلاب، وأصيب 11 آخرون، خمسة منهم في حالة خطيرة إلى حرجة.
بدأ الهجوم في الساعة 8:30   مساء بالتوقيت المحلي وانتهت بعد ستة عشر دقيقة. أوقف الطالب الصهيوني اسحق دادون، علاء أبو دهيم، وقتله بأسلحته الشخصية. [بحاجة لتوضيح]
وقد أثنت حركة المقاومة الإسلامية حماس على هذا الهجوم الفدائي، وأوضحت أن هذه العملية نتيجة لإجراءات الكيان إسرائيلي لعام 2008 على قطاع غزة المحاصر والضفة الغربية.

## إطلاق النار
الفدائي علاء أبودهيم 26 عاماً، من العرب حي جبل المكبر في القدس الشرقية، الذي وفقا لعائلته، يعمل سائقا في شركة خاصة تقوم بتوصيلات إلى مدرسة دينية يهودية،  دخل المبنى حمل صندوق يخفي AKM إلى جانب العديد من المجلات، في وقت لاحق أطلق ما يصل إلى 500-600 طلقة.
دخلت دهيم فناء يشيفا عند المدخل الرئيسي، وأزل الصندوق وأخرج السلاح، وفتح النار على مجموعة من الطلاب من مدرسة يشلتز الثانوية وميركاز هراف الذين كانوا يقفون عند المدخل، وقتل ثلاثة منهم. ثم ذهب إلى مكتبة يشيفا وأطلق النار على الطلاب هناك، مما أسفر عن مقتل خمسة وجرح تسعة منهم ثلاثة في حالة خطيرة. تمكن سبعة عشر طالبًا من الفرار إلى فصل دراسي مجاور وسدوا الباب بطاولة ثقيلة.
بعد عشر دقائق من بدء إطلاق النار، وصل اثنان من رجال الشرطة، أحدهما ذكراً وإناثاً، إلى مكان الحادث. أوقفت الشرطية حافلة ركاب قريبة ومنعتها من الاقتراب، بينما دخل شرطي الفناء بالبندقية. لاحظه دهيم من خلال الباب الزجاجي لمكتبة يشيفا وبدأ بأطلاق النار عليه، لكن الضابط، الذي لم يكن يعرف مصدر النيران بدقة، بقي مختبئ فور وصول الشرطة، وصل الكابتن ديفيد شابيرا (وهو خريج مدرسة يشيفا وضابط في الجيش الإسرائيلي)، إلى مكان الحادث ومعه بندقية من طراز M-16، بينما اسحق دادون (طالب يشيفا كان يحمل بندقية) أخذ مكان على سطح مبنى قريب. حذر ضابط الشرطة من دخول الفدائي إلى الفناء، لكن تجاهله من حوله، ودخل علاء المبنى بالقرب من باب المكتبة ووضع نفسه في ممر مجاور. بعد ستة عشر دقيقة من بدء إطلاق النار، خرج دهيم من المكتبة، وفتح دادون وشابيرا النار عليه فقتلوه، واستشهد في مكانه.

### الجدول الزمني
- 8:30 مساءً - يبدأ إطلاق النار.

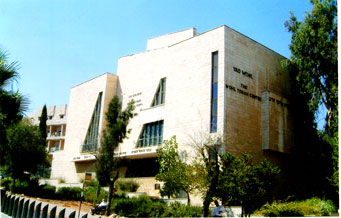
أحد مباني يشيفا

- 8:36 مساءً - أول مكالمة تلقاها مشغل ماجن ديفيد أدوم من طالب يشيفا داخل المبنى يطلب خدمات الطوارئ.
- 8:37 مساءً - تم إرسال سيارات الإسعاف الأولى.
- 8:40 مساءً - وصلت أول سيارة شرطة إلى الموقع. ضابط لا يدخل.[12]
- 8:41 مساءً - المسعف الأول في موقع التقارير عن إصابة أحد الجرحى.
- 8:42 مساءً - دخلت شابيرا إلى المدرسة الدينية.
- 8:45 مساءً - وصل محققان إلى المكان.
- 8:46 مساءً - قتل المهاجم.
- 8:51 مساءً - تم إعلان "ARAN" (حادثة جرح متعددة).
- 8:57 مساءً - أبلغ مشغل MADA «نهاية إطلاق النار» وأمر المسعفين بدخول ييشيفا.

### القتلى
الوفيات 
| اسم                    | عمر | من عند     | درس في     |
| ---------------------- | --- | ---------- | ---------- |
| نيريا كوهين            | 15  | بيت المقدس | يشيفا      |
| سيغيف نيل              | 15  | نيف دانيال | يشيفا      |
| ابراهام ديفيد موسى     | 16  | افرات      | يشيفا      |
| يوناتان اسحق الدار     | 16  | شيلو       | يشيفا      |
| روي روث                | 18  | الكانا     | مركاز هراف |
| يوهاي ليبشيتس          | 18  | بيت المقدس | يشيفا      |
| يوناداف حاييم هيرشفيلد | 18  | كوكف هشهار | مركاز هراف |
| دورون مهاريتا          | 26  | أشدود      | مركاز هراف |

الجرحى بالإضافة إلى أولئك الذين أطلق عليهم الرصاص حتى الموت، أصيب عشرة طلاب آخرين، ثلاثة منهم خطيرة.

## منفذ العملية الفدائية
علاء أبو دهيم ، (بالعبرية: עלא אבו-דהיים‏) ، أحد سكان القدس، كان وفقًا لعائلته، فإنه مسلم متدين، محافظ على الصلاة، ولكنه ليس عضوًا في أي جماعة مسلحة.  
أبو دهيم، مثل غيره من السكان العرب في القدس الشرقية الذين اختاروا عدم الحصول على الجنسية الإسرائيلية، حمل بطاقة هوية إسرائيلية منحته حرية التنقل والسفر في جميع أنحاء إسرائيل. في 5 يناير 2009، أذنت محكمة العدل العليا الإسرائيلية بهدم منزل عائلة أبو دهيم.

### دوافع
على الرغم من أن أبو دهيم لم يترك وراءه بيانًا يصف دوافعه، إلا أن شقيقته، إيمان أبو دهيم، أخبرت الأسوشيتد برس أنه تعرض متعصب بسبب العنف الذي حصل في غزة من قبل قوات الاحتلال، حيث قُتل 126 فلسطينيًا على أيدي القوات الإسرائيلية الغاشمة، من الأربعاء إلى الاثنين،  وكان الرد يأتي بإطلاق الصواريخ من حركات المقاومة الفلسطينية المتمركزة في غزة.
وفقًا للصحفي إيان بلاك، بدا أن الهجوم يهدف إلى إرسال رسالة مفادها أن الهجمات الإسرائيلية على أعدائها، سواء في غزة أو لبنان أو سوريا ، لن تمر دون إجابة. يتم التعرف على المدرسة الدينية مع القيادة الروحية لحركة الاستيطان اليهودية في الضفة الغربية، وخاصة مع غوش إيمونيم. قد تم اختيار القدس حيث لم تقع أي هجمات في المدينة خلال عام 2007.

### مطالبات بالمسؤولية
أفادت شبكة المنار التلفزيونية التابعة لحزب الله أن جماعة تطلق على نفسها اسم كتائب تحرير الجليل - شهداء عماد مغنية قد أعلنت مسؤوليتها عن الهجوم، مما أثار احتمال أن يكون إطلاق النار انتقاميًا لاغتيال عماد مغنية. سبق أن أنكرت إسرائيل مسؤوليتها عن هذا الاغتيال.
وأشادت حماس بالهجوم يوم الخميس لكنها لم تعلن مسؤوليته عنه. يوم الجمعة، تلقى مكالمة هاتفية مجهولة المصدر لوكالة رويترز للأنباء المسؤولية نيابة عن حماس. ومع ذلك، قال فوزي برهوم، أحد كبار المتحدثين باسم حماس في غزة، إنه لا يوجد أي إدعاء رسمي ما لم يتم تقديمه في بيان مكتوب موقع عليه من الجناح العسكري لحركة حماس.

## ردود الأفعال

### إسرائيلي
إيهود أولمرت، رئيس وزراء إسرائيل، وصف الهجوم بأنه «مروع». كما قال أولمرت إن مركاز هراف يشيفا أنتجت «أرقى الجنود لأجيال عديدة؛ أشخاص أدركوا العقيدة الصهيونية. هذه المدرسة الدينية - التي أسسها الحاخام إبراهيم إسحاق كوك - قامت بتثقيف ورعاية التقاليد والتراث، كجزء من مرونة إسرائيل.»  وقال متحدث باسم أولمرت إن إسرائيل ستتصرف بعد إجراء تحقيقات ومداولات مناسبة، وأدان هؤلاء، مثل حماس، الذين احتفلوا بعمليات القتل في غزة. وقال المتحدث باسم أولمرت «هذا ما تصفه حماس بأنه عمل بطولي ويشيد به، وهذا يعرضهم على ما هم عليه». لكن في أحزان المدرسة، لم يكن أولمرت مرحبًا به لزيارة مكان التوراة. قال متحدث باسم يشيفا لإيهود أولمرت إنه لم يكن مرحبًا به في ذلك الوقت، قائلاً إنه يريد «أنقذه ولنا الإحراج.».
داليا إيتسيك من حزب كاديما الحاكم، رئيسة الكنيست ورئيسها بالنيابة بينما كان شمعون بيريز في الخارج، دعت إلى هدم خيمة الحداد للقاتل وهدم منزل عائلته.
حزن الآلاف في إسرائيل على مقتل أولئكحيث أقاموا التقاليد اليهودية الحداد، مع دفن الضحايا المقتولين يوم الجمعة.
أفاد تقرير القناة الأولى أن ثلاثة من خريجي المدرسة الدينية يخططون لشن هجوم انتقامي ضد مسؤول عربي كبير تابع لمسجد في جبل الهيكل في القدس، بإذن من عدة حاخامات، تم رفضه من قبل وزير الأمن العام آفي ديختر وشين بيت بلا. بعد التحقيق. وقال عضو الكنيست عن الحزب الوطني الديني زيفولون أورليف إنه يشتبه في أن هذه المزاعم هي محاولة «لإفساد الصهيونية الدينية».
يولي تامير، وزيرة التعليم الإسرائيلي، قامت بزيارة تعزية لليشيفا بعد يومين من إطلاق النار، يذكر أنها هددت بقطع التمويل عن الديانة اليهودية، مشيرًة إلى عدم وجود «قيم ديمقراطية».
رابطة كرة القدم اسرائيل دعت إلى دقيقة الصمت قبل مباريات كرة القدم في عطلة نهاية الأسبوع 
في 17 مارس، قام مئات النشطاء بمهاجمة المنازل العربية في حي جبل المكبر بالقدس الشرقية في محاولة لهدم منزل عائلة المنقذ . لمدة ثلاث ساعات، هتف النشطاء «الانتقام والانتقام»، وتخريب ممتلكات القرية العربية (التي حاولت الشرطة منعها)، واشتبكوا مع الشرطة، الذين اتهموا بـ «حراسة القتلة». كان العديد من المتظاهرين جزءًا من حركة المستوطنين وحملوا لافتات تحمل شعارات مثل «طرد العدو العربي» و «أرض إسرائيل للشعب اليهودي» بينما صرخ آخرون «اقتلوا العرب». على الرغم من الحصار الشديد الذي فرضته الشرطة على مدخل جبل المكبر والانتشار الواسع لقوات الأمن في المنطقة، تمكن المتظاهرون من الدخول إلى القرية وإلحاق أضرار بسيارتين مملوكتين للقرويين. أعلنت الشرطة أن المظاهرة غير شرعية، وأخيراً أجبرت المتظاهرين على المغادرة.

في حدث بعد شهر واحد من الهجوم، أخبر كبير حاخامات سفاردي السابق مردخاي إلياهو حوالي 1000 من الحاضرين أنه في إطار الانتقام من المذبحة، ينبغي للحكومة أن تنشئ ييشيفا أو بلدة يهودية لكل واحد من الأرواح التي فقدت في ذلك المساء. ومع ذلك، كانت الأصوات الدينية الوطنية الأخرى أكثر اعتدالا. في نفس الاحتفال الذي استمر شهرًا واحدًا، ذكّر حاخام كبير رمات غان، الحاخام يعقوب أرييل، جمهوره بما يلي: 
 أصدرت جماعة بتسيلم الإسرائيلية لحقوق الإنسان بيانًا أدانت فيه الهجوم وقالت: «بتسيلم تدين بشدة الهجوم الإرهابي الفلسطيني الذي وقع في يشيفا (مدرسة دينية) في القدس، شارك فيه 8 مدنيين إسرائيليين، بينهم 4 قاصرين. قتل وأصيب العديد من الأشخاص الآخرين. الهجمات التي تستهدف المدنيين غير أخلاقية ولا إنسانية وغير قانونية.» 

### فلسطيني
صرح محمود عباس، رئيس السلطة الوطنية الفلسطينية، «إننا ندين جميع الهجمات ضد المدنيين، سواء كانت فلسطينية أو إسرائيلية».

### منظمات دولية
- الأمم المتحدة : فشل مجلس الأمن التابع للأمم المتحدة في الاتفاق على إدانة الهجوم بسبب معارضة ليبيا التي أرادت ربط الإدانة بقرار يدعو إلى توجيه اللوم لإسرائيل بسبب تصرفاتها في غزة الأسبوع الماضي.[33]

### دولياً
- أدانت منظمة المؤتمر الإسلامي أعمال القتل قائلة إنها تكره العنف في أي مكان في العالم.[34]
- وصف وزير الخارجية السويدي كارل بيلت الحادث بأنه «هجوم إرهابي غير مقبول».[35]
- أدان رئيس الولايات المتحدة جورج دبليو بوش الهجوم، وأعرب عن تضامنه مع أسر الضحايا وشعب إسرائيل.[36] أعربت وزيرة الخارجية كوندوليزا رايس عن تعازيها في الهجوم. كما كتبت أن «الولايات المتحدة تدين أعمال الإرهاب والفساد التي وقعت الليلة».[37] الولايات المتحدة الأمريكية الديمقراطي المرشح الرئاسي السناتور باراك أوباما واتصل وزير الخارجية الإسرائيلي تسيبي ليفني بينما كانت زيارة الولايات المتحدة. أعرب أوباما عن تعازيه للشعب الإسرائيلي وللأسر المنكوبة في أعقاب الهجوم الإرهابي في مركاز هاراف يشيفا. كما شدد على حق إسرائيل في الدفاع عن نفسها وأوضح أن كلا من الولايات المتحدة وإسرائيل مهتمتان بضمان عدم امتلاك إيران أسلحة نووية.[38][39] قالت السناتور الأمريكي هيلاري كلينتون، التي كانت مرشحة رئاسية في ذلك الوقت، «إن أفكاري وصلواتي مع الضحايا والأسر التي تعاني من خسارة ورعب هذا العمل الإرهابي البغيض. يجب على الولايات المتحدة والمجتمع الدولي أن يوضحوا أن مثل هذه الأعمال الإرهابية المؤسفة لن يتم التسامح معها ويجب أن نواصل الوقوف مع إسرائيل في حربها ضد الإرهاب.» [40]
- الأرجنتين الصورة وزارة الخارجية قال: «حكومة الأرجنتين تعرب عن قلقنا العميق إزاء تصاعد التوتر والعنف في المنطقة وتدين الهجوم [. . . ]»«الأرجنتين تحث على وقف العنف ... وبهذه الطريقة ستسمح لعملية التفاوض من أجل سلام عادل وعالمي ودائم» [41]
- كندا الصورة زير الخارجية ماكسيم برنييه أن "كندا تدين هذا العمل الإرهابي بأشد العبارات الممكنة. الهجوم لا يفعل شيئًا لدفع القضية الفلسطينية ".[42]
- أدان المتحدث باسم وزارة الخارجية الصينية تشين قانغ الهجوم وأعرب عن أمله في تخفيف حدة التوتر في الشرق الأوسط.[43]
- أصدرت سلوفينيا، التي تولت رئاسة مجلس الاتحاد الأوروبي، بيانًا أدانت فيه الهجوم، قائلة إن «الأعمال الإرهابية غير مقبولة».[44]
- فرنسا الصورة وزير الخارجية برنار كوشنير يدين الهجوم، ودعا إلى محادثات السلام لمواصلة رغم الهجوم.[45]
- ألمانيا الصورة وزير الخارجية فرانك فالتر شتاينماير قال إن الهجوم روعت له، وأعرب عن تعاطفه مع أسر الضحايا.[46][47]
- أدانت وزارة الخارجية الجورجية بشدة الهجوم، وأعربت عن تعازيها العميقة للعائلات.[48]
- والهندي وزارة للشؤون الخارجية أدان «الهجوم الإرهابي الطائش» الذي «قد فقدت ثمانية حياة الإسرائيليين الأبرياء الشباب»، ودعا إلى الحوار لإنهاء «دورة العنف الحالية».[49]
- أدان وزير الخارجية الأيرلندي ديرموت أهيرن بشدة الهجوم الإرهابي وحث «جميع الأطراف على إنهاء دوامة العنف».[50]
- ماساهيكو كومورا، واليابانية وزير الشؤون الخارجية وقال ان "اليابان تعرب عن تعازيها لأسر الضحايا، فضلا عن عميق تعاطفه بالنسبة للأشخاص الذين أصيبوا. لا يمكن تبرير الإرهاب لأي سبب من الأسباب، وأي محاولة لتبريره غير مقبولة.[51]
- قامت الشرطة الأردنية بتفكيك خيمة الحداد التي أقيمت خارج منزل أقارب الفدائي علاء أبو هزيم.[52][53]
- النرويج الصورة زير الخارجية جوناس غار ستور أدان الهجوم وأعرب عن تعاطفه مع أسر الضحايا.[54]
- أدان رئيس الوزراء البريطاني جوردون براون الهجوم، قائلا إنه كان «محاولة لضرب ضربة في لب عملية السلام».[55] أدان وزير الخارجية وشؤون الكومنولث ديفيد ميليباند الهجوم وأعرب عن أمله في شرق أوسط يسوده السلام.[56]

## الإشادة بالعملية
كرّمت صحيفة الحياة الوطنية اليومية "الحياة الجديدة " مطلق النار بأنه "شهيد". وضعت الصحيفة بشكل بارز صورة الفدائي على الصفحة الأولى، مع التعليق "الشهيد علاء أبو دهيم". في مقال على الصفحة الأولى حول عمليات القتل، تم تعريف فعله مرة أخرى على أنه "تحقيق الشهادة". صرح سامي أبو زهري المتحدث باسم حماس أن "هذا الهجوم البطولي في القدس هو رد طبيعي على جرائم المحتل وقتل المدنيين".
في استطلاع للرأي أجراه المركز الفلسطيني لأبحاث السياسات والمسح بعد أسبوعين، أيد 84 في المائة من الفلسطينيين الهجوم على مركاز هاراف يشيفا. لقد صدم استطلاعات الرأي، السيد شيكاكي، وقال إن النتيجة كانت أعلى دعم فردي لعمل عنف خلال 15 عامًا من الاقتراع. ووفقًا لصحيفة نيويورك تايمز ، أشار خبير استطلاعات الرأي بكلماته الخاصة إلى أن الأعمال الإسرائيلية الأخيرة «أدت إلى اليأس والغضب بين الفلسطينيين العاديين المتعطشين للانتقام»، بما في ذلك مقتل 130 شخصًا نتيجة للهجمات على غزة، والقتل أربعة مسلحين في عملية سرية في بيت لحم وتخطط لتوسيع العديد من المستوطنات الإسرائيلية في الضفة الغربية.
وفقًا لصحيفة جيروزاليم بوست ، في مارس / آذار 2008، قال عبد الباري عطوان، رئيس تحرير الصحف الصادرة باللغة العربية، إن قتل طلاب يبلغون من العمر 15 عامًا «مبرر» أن الاحتفالات في غزة بعد عمليات القتل ترمز إلى «شجاعة الأمة الفلسطينية» و «علامات تدمير إسرائيل». على العكس من ظهوره في اللغة الإنجليزية في بي بي سي داتلاين والتلفزيون الهولندي، وفي كتابه قال «علينا أن نتعلم أن نعيش معا في سلام وتعاون في مجتمع متعدد الثقافات في دولة علمانية ديمقراطية واحدة لشخصين. دولة واحدة للشعبين تحكمها ديمقراطية تمثيلية وعلى قدم المساواة. نحن نديرها هنا في لندن، وهي تعمل في جنوب إفريقيا، وهناك مساحة كافية للجميع في فلسطين. أحترم الشعب اليهودي ودينه. لا أريد تدمير إسرائيل، لكنني أريد إنهاء العنصرية ونظام الفصل العنصري الحالي.» 

## روابط خارجية
- «مسلح يقتل 8 في كلية يهودية في القدس» ، reuters.com ، 7 مارس 2008.
- «مسلح يقتل 8 في هجوم على مدرسة بالقدس» ، نيويورك تايمز ، 6 مارس 2008.
- الموت يأتي لنشطاء إسرائيل - تم نشره في TIME في 6 مارس 2008
- إطلاق نار إرهابي على مركاز هراف كوك يشيفا في القدس ، mfa.gov.il ، 6 مارس 2008.